# 拉纳·萨纳乌拉
拉纳·萨纳乌拉·汗 (旁遮普语：烏爾都語：，1955年1月1日—) ，简称萨纳乌拉。是一位巴基斯坦拉杰普特穆斯林出身的政治家。现任巴基斯坦内政部长。自2018年8月以来，他一直是巴基斯坦国民议会的成员。他是巴基斯坦穆斯林联盟（谢里夫派）的高级成员，担任该党在旁遮普省分部主席 自2019年5月4日起。萨纳乌拉在当选为巴基斯坦国民议会之前，他曾五次当选为旁遮普省议会议员，并曾在该省高级部委任职。
在此之前，萨纳乌拉曾于2008年至2018年担任旁遮普省的法律和议会事务部长，2008年至2014年担任旁遮普地方政府和社区发展部长，2008年至2013年担任该省的税务部部长，2008年至2013年担任旁遮普省公诉部部长，并于1990年至1993年以及2002年至2007年再次担任反对党在旁遮普省副领袖。